# Copa Intercontinental de Fútbol Playa 2016
La Copa Intercontinental de Fútbol Playa 2016 fue la sexta edición del torneo patrocinado por Beach Soccer Worldwide. El torneo se desarrolló del 1 al 5 de noviembre. El evento reunió a ocho selecciones nacionales provenientes de cinco continentes.

## Fórmula de disputa
El torneo comenzó con una fase de grupos, jugada en un formato de Todos contra todos. Los primeros y segundos de cada grupo avanzaron a la etapa eliminatoria, en la cual los equipos compitieron en partidas de Eliminación directa, comenzando con las semifinales y terminando con la final. Un tercer partido decisivo también fue disputado por los semifinalistas perdedores. El tercer y cuarto lugar de cada grupo jugaron en una serie de partidos de consolación para decidir del quinto al octavo lugar.

## Participantes
| País                   | Confederación | Participaciones |
| ---------------------- | ------------- | --------------- |
| Emiratos Árabes Unidos | AFC           | 6               |
| Polonia                | UEFA          | Debut           |
| Estados Unidos         | CONCACAF      | 3               |
| Rusia                  | UEFA          | 6               |
| Irán                   | AFC           | 4               |
| Egipto                 | CAF           | 2               |
| Tahití                 | OFC           | 4               |
| Brasil                 | CONMEBOL      | 5               |

## Fase de grupos

### Grupo A
| País                   | Pts. | PJ | PG | PG+ | PP | GF | GC | Dif. |
| ---------------------- | ---- | -- | -- | --- | -- | -- | -- | ---- |
| Brasil                 | 9    | 3  | 3  | 0   | 0  | 26 | 7  | +19  |
| Tahití                 | 6    | 3  | 2  | 0   | 1  | 16 | 17 | -1   |
| Polonia                | 1    | 3  | 0  | 1   | 2  | 8  | 12 | -4   |
| Emiratos Árabes Unidos | 0    | 3  | 0  | 0   | 3  | 6  | 20 | -14  |

| Fecha                  | Lugar |                        |                                   | Resultado      |                                   |                        |
| ---------------------- | ----- | ---------------------- | --------------------------------- | -------------- | --------------------------------- | ---------------------- |
| 1 de noviembre de 2016 | Dubái | Tahití                 | Bandera de Polinesia Francesa     | 5:4            | Bandera de Polonia                | Polonia                |
| 1 de noviembre de 2016 | Dubái | Emiratos Árabes Unidos | Bandera de Emiratos Árabes Unidos | 1:11           | Bandera de Brasil                 | Brasil                 |
| 2 de noviembre de 2016 | Dubái | Emiratos Árabes Unidos | Bandera de Emiratos Árabes Unidos | 3:7            | Bandera de Polinesia Francesa     | Tahití                 |
| 2 de noviembre de 2016 | Dubái | Brasil                 | Bandera de Brasil                 | 5:2            | Bandera de Polonia                | Polonia                |
| 3 de noviembre de 2016 | Dubái | Polonia                | Bandera de Polonia                | 2:2 (pen. 2-0) | Bandera de Emiratos Árabes Unidos | Emiratos Árabes Unidos |
| 3 de noviembre de 2016 | Dubái | Tahití                 | Bandera de Polinesia Francesa     | 4:10           | Bandera de Brasil                 | Brasil                 |

### Grupo B
| País           | Pts. | PJ | PG | PG+ | PP | GF | GC | Dif. |
| -------------- | ---- | -- | -- | --- | -- | -- | -- | ---- |
| Irán           | 7    | 3  | 2  | 1   | 0  | 13 | 6  | +7   |
| Rusia          | 6    | 3  | 2  | 0   | 1  | 22 | 12 | +10  |
| Egipto         | 3    | 3  | 1  | 0   | 2  | 12 | 17 | -5   |
| Estados Unidos | 0    | 3  | 0  | 0   | 3  | 8  | 20 | -12  |

| Fecha                  | Lugar |                |                           | Resultado      |                           |                |
| ---------------------- | ----- | -------------- | ------------------------- | -------------- | ------------------------- | -------------- |
| 1 de noviembre de 2016 | Dubái | Estados Unidos | Bandera de Estados Unidos | 2:6            | Bandera de Irán           | Irán           |
| 1 de noviembre de 2016 | Dubái | Rusia          | Bandera de Rusia          | 10:6           | Bandera de Egipto         | Egipto         |
| 2 de noviembre de 2016 | Dubái | Egipto         | Bandera de Egipto         | 1:4            | Bandera de Irán           | Irán           |
| 2 de noviembre de 2016 | Dubái | Rusia          | Bandera de Rusia          | 9:3            | Bandera de Estados Unidos | Estados Unidos |
| 3 de noviembre de 2016 | Dubái | Estados Unidos | Bandera de Estados Unidos | 3:5            | Bandera de Egipto         | Egipto         |
| 3 de noviembre de 2016 | Dubái | Irán           | Bandera de Irán           | 3:3 (pen. 3-1) | Bandera de Rusia          | Rusia          |

## Fase final

### Semifinales
| Fecha                  | Lugar |        |                   | Resultado |                               |        |
| ---------------------- | ----- | ------ | ----------------- | --------- | ----------------------------- | ------ |
| 4 de noviembre de 2016 | Dubái | Brasil | Bandera de Brasil | 7:0       | Bandera de Rusia              | Rusia  |
| 4 de noviembre de 2016 | Dubái | Irán   | Bandera de Irán   | 8:6       | Bandera de Polinesia Francesa | Tahití |

### Tercer lugar
| Fecha                  | Lugar |       |                  | Resultado |                               |        |
| ---------------------- | ----- | ----- | ---------------- | --------- | ----------------------------- | ------ |
| 5 de noviembre de 2016 | Dubái | Rusia | Bandera de Rusia | 4:3       | Bandera de Polinesia Francesa | Tahití |

### Final
| Fecha                  | Lugar |        |                   | Resultado |                 |      |
| ---------------------- | ----- | ------ | ----------------- | --------- | --------------- | ---- |
| 5 de noviembre de 2016 | Dubái | Brasil | Bandera de Brasil | 6:2       | Bandera de Irán | Irán |

|                               |
| Campeón Brasil Segundo título |

## Rondas de colocación

### Semifinales del quinto al octavo lugar
| Fecha                  | Lugar |         |                    | Resultado |                                   |                        |
| ---------------------- | ----- | ------- | ------------------ | --------- | --------------------------------- | ---------------------- |
| 4 de noviembre de 2016 | Dubái | Polonia | Bandera de Polonia | 6:3       | Bandera de Rusia                  | Rusia                  |
| 4 de noviembre de 2016 | Dubái | Egipto  | Bandera de Egipto  | 7:3       | Bandera de Emiratos Árabes Unidos | Emiratos Árabes Unidos |

### Séptimo lugar
| Fecha                  | Lugar |                |                           | Resultado |                                   |                        |
| ---------------------- | ----- | -------------- | ------------------------- | --------- | --------------------------------- | ---------------------- |
| 5 de noviembre de 2016 | Dubái | Estados Unidos | Bandera de Estados Unidos | 3:4       | Bandera de Emiratos Árabes Unidos | Emiratos Árabes Unidos |

### Quinto lugar
| Fecha                  | Lugar |         |                    | Resultado      |                   |        |
| ---------------------- | ----- | ------- | ------------------ | -------------- | ----------------- | ------ |
| 5 de noviembre de 2016 | Dubái | Polonia | Bandera de Polonia | 3:3 (pen. 2-0) | Bandera de Egipto | Egipto |

## Goleadores
| 8 goles - Bruno Xavier | 7 goles - Mauricinho - Mesigar | 6 goles - Bokinha - Ahmadzadeh - Makarov - Nikonorov - Perera | 5 goles - Catarino da Silva - N. Bennett - Tepa - Zaveroni - A. Alblooshi | 4 goles - R. da Costa - Paporotnyi - Peremitin - Taiarui - Saganowski - Hassan - Shaaban - Canale |

## Clasificación final
| Pos. | Selección              |
| ---- | ---------------------- |
| 1    | Brasil                 |
| 2    | Irán                   |
| 3    | Rusia                  |
| 4    | Tahití                 |
| 5    | Polonia                |
| 6    | Egipto                 |
| 7    | Emiratos Árabes Unidos |
| 8    | Estados Unidos         |